# Mus mahomet
Mus mahomet o Mus (Nannomys) mahomet es una especie de roedor de la familia Muridae.

## Distribución geográfica
Se encuentra en Etiopía, Kenia, y  en Uganda.

## Hábitat
Su hábitat natural son: Clima tropical o Clima subtropical, montañas y matorrales de gran altitud. 

## Estado de conservación
Es común y está muy extendido en las zonas de altitud media de Etiopía. No se encuentra amenazada de extinción y se adapta bien en las zonas dedicadas a la agricultura.